# Patisovec převislý
Patisovec převislý (Glyptostrobus pensilis) je kriticky ohrožený endemický strom z východní Asie, jediný druh z monotypického rodu patisovec příslušejícího do čeledě cypřišovitých. Jeho nejbližší příbuzný je rod tisovec vyskytující se v Severní Americe, oba mají podobné vlastnosti a vzhledově se liší hlavně tvarem šišek.

## Výskyt
Rod patisovec byl v prehistorických dobách hojně rozšířen, jeho třetihorní fosilní pozůstatky se nacházejí v Evropě i Severní Americe. V současnosti v Číně, kde se v minulosti v některých oblastech běžně vyskytoval, již ve volné přírodě neroste. Na severu Vietnamu roste ve třech lokalitách asi 150 stromů a v Laosu na šesti místech méně než 100 stromů.
V jižní Číně je nyní ojediněle vysazován okolo kanálů a řek, odkud je pak těžen pro dřevo. Ve Vietnamu se vysazuje do větrolamů na čajových plantážích nebo proti půdní erozi, stanoviště s nízkou hladinou spodní vody ale stromům nesvědčí.

## Ekologie
Strom požaduje dostatek vláhy, potřebuje mít stále k dispozici podzemní vodu. Přirozeně roste v močálech a na březích vodních toků a vodních ploch, tradičně je vysazován u rýžových polí. Rostlina je poměrně teplomilná, mrazivé středoevropské zimy by nepřežila. Potrpí si na dostatek slunečního svitu, na zastíněném stanovišti neroste. Největší změřený jedinec je v botanické zahradě v Christchurchu na Novém Zélandu, je vysoký 25,2 m a průměr kmene má 102 cm.

## Popis
Patisovec převislý je jednodomý, poloopadavý strom vysoký 20 až 25 m, který vyrůstá z mohutných kořenů uzpůsobených pro růst v mokru. Z kořenů po stranách rostou do šíře až 6 m od kmene vzduchové kořeny, které pomáhají stromu dýchat v bahnité půdě. Kmen o průměru do 1 m má tlustou, hnědou nebo šedohnědou kůru podélně rozpraskanou do nepravidelných pásů. Koruna je kuželovitá, spodní větve rostou do šířky a poklesávají, horní jsou více vztyčené, letorosty jsou dvojaké, kratší a bez pupenů pro odbočky (jednoleté) a dlouhé (trvalé). Na větvičkách mladých rostlin jsou listy ve dvou řadách, ploché, čárkovité, tenké a přitisknuté na větvičce. Na neopadavých větvičkách a starém dřevu jsou do šroubovice uspořádané šupinovité listy, které přetrvávají dva nebo tři roky. Na opadavých větvičkách starých stromů jsou listy jehlicovité, asi 10 mm dlouhé, srpovitě zahnuté a na konci hrotité.
Kuželovité, vztyčené samčí šištice s pylem vyrůstají na koncích kratších větviček, jsou složené z 15 až 20 tyčinek s krátkými nitkami s prašníky s několika pylovými pouzdry. Hruškovité samičí šištice sedí na koncích postranních větviček, jsou asi 15 mm dlouhé a jejich spirálovitě uspořádané šupiny se střechovitě překrývají. Plodní šupiny mají po dvou vajíčkách která dozrávající v podlouhlá, mírně zploštělá, elipsoidní, 5 mm velká, hnědá semena se 4 mm křídlem. K opylení dochází od ledna do března, semena vypadávají ze šišek až následujícím rokem. Ploidie rodu je 2n = 22.

## Ohrožení
Patisovec převislý se vyskytuje pouze v počtu několika stovek jedinců na roztroušených lokalitách, kde jsou tyto dřeviny dále ohrožovány změnou přírodního prostředí nebo lidskou populací. Navíc, jen velmi řídce produkují životaschopná semena, která by se mohla využít k založení nové výsadby. Proto je podle Mezinárodního svazu ochrany přírody (IUCN) patisovec převislý hodnocen jako kriticky ohrožený druh.

## Galerie

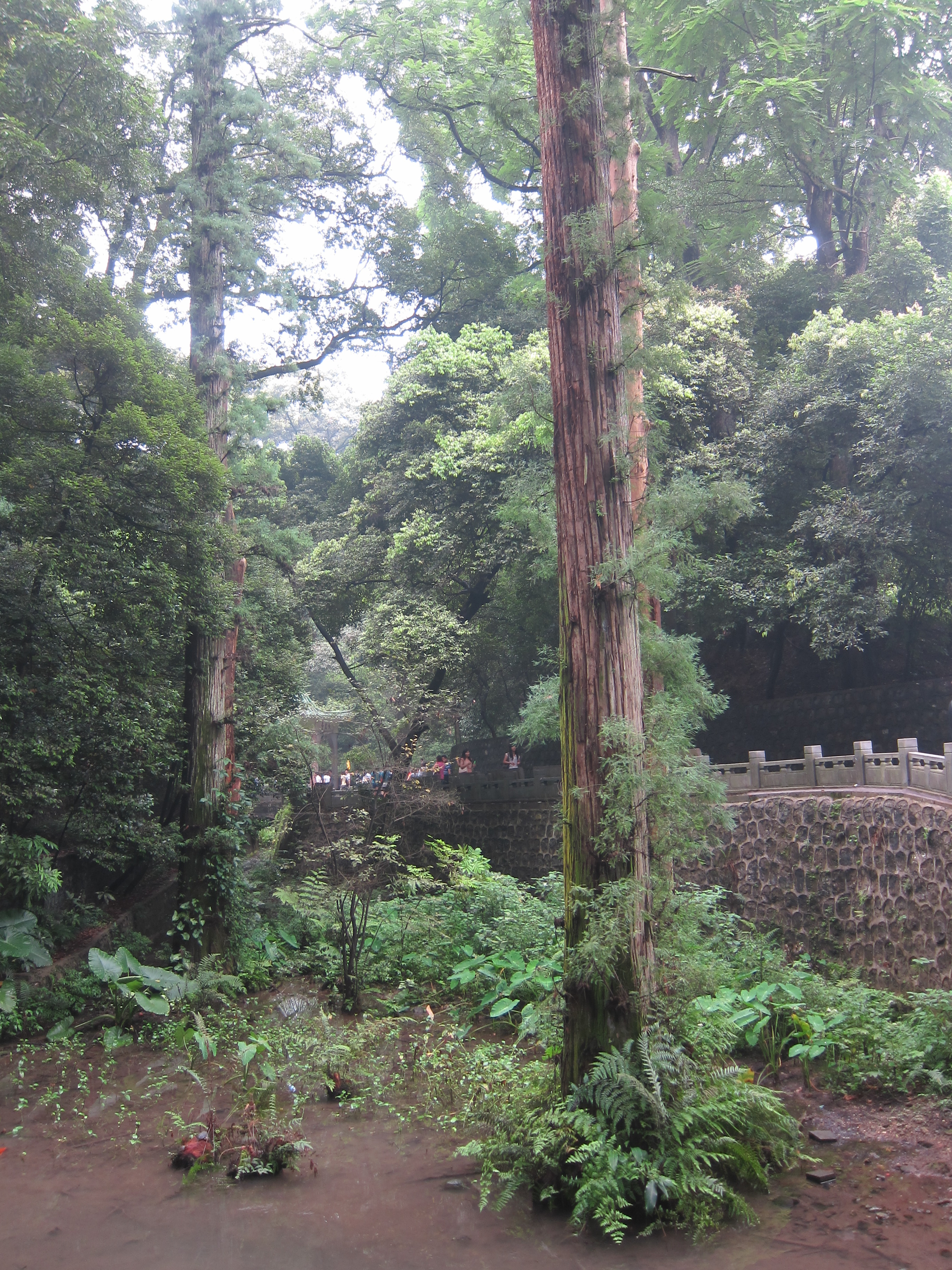
Kmen
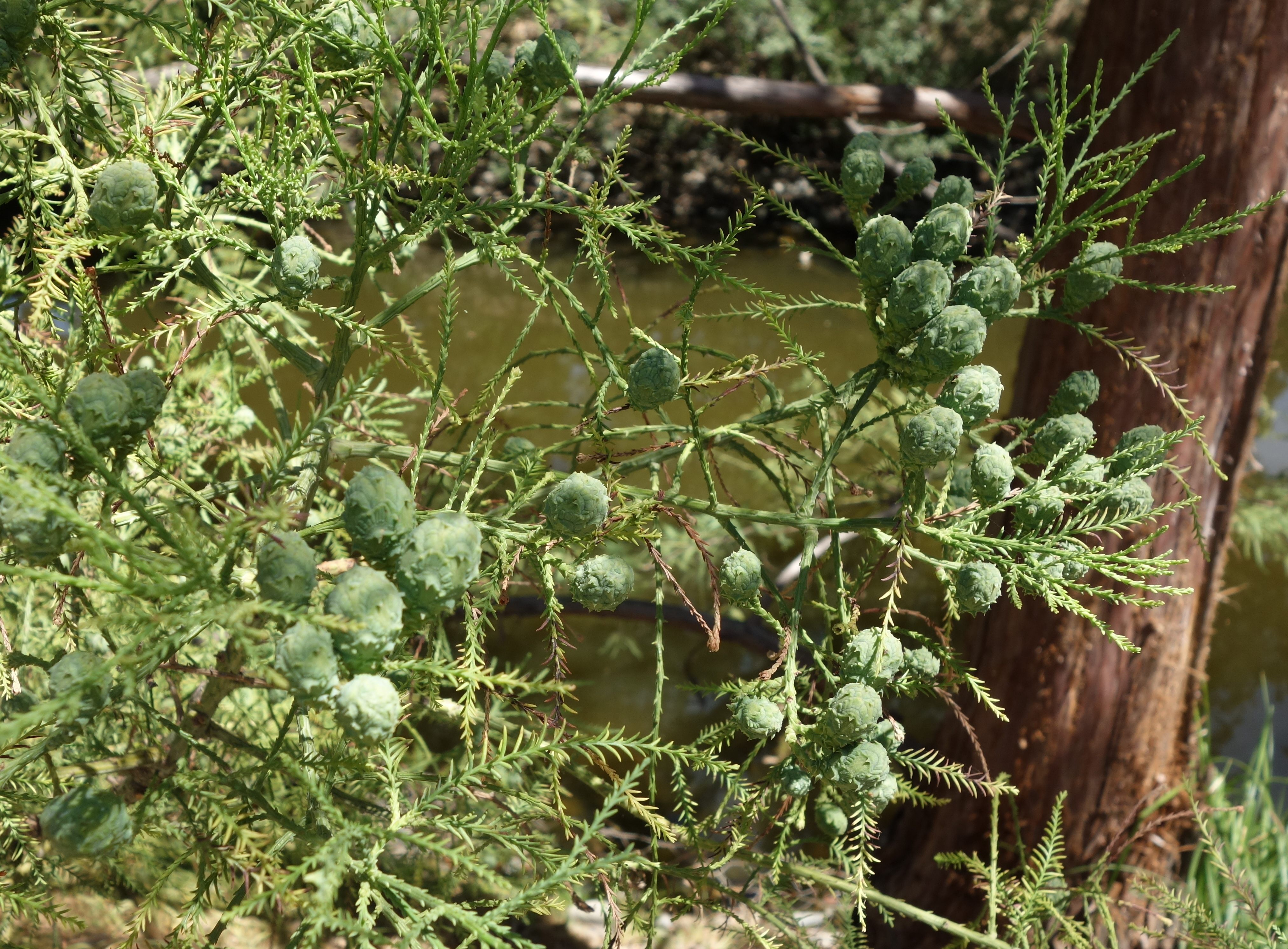
Nezralé šišky
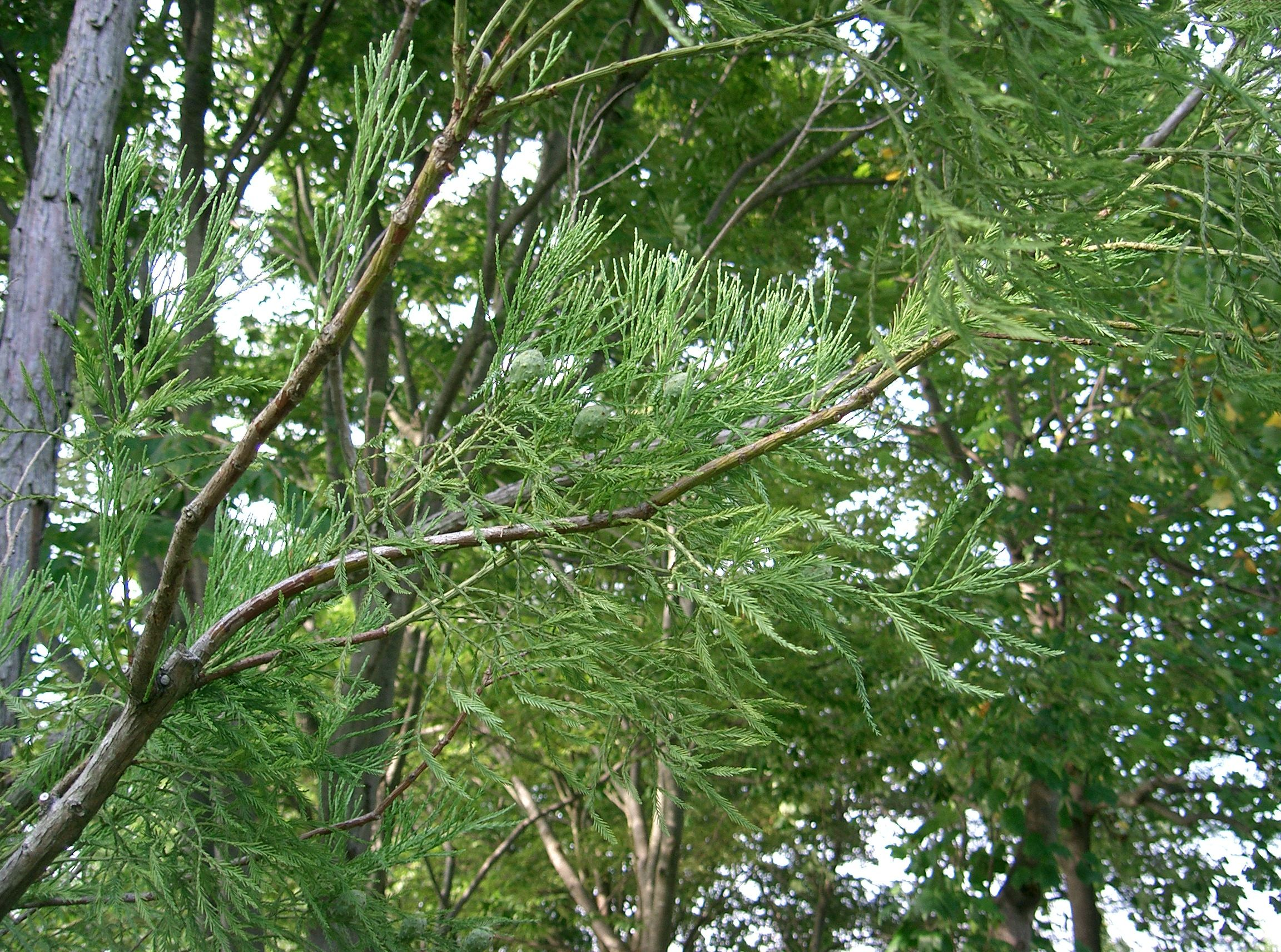
Část koruny
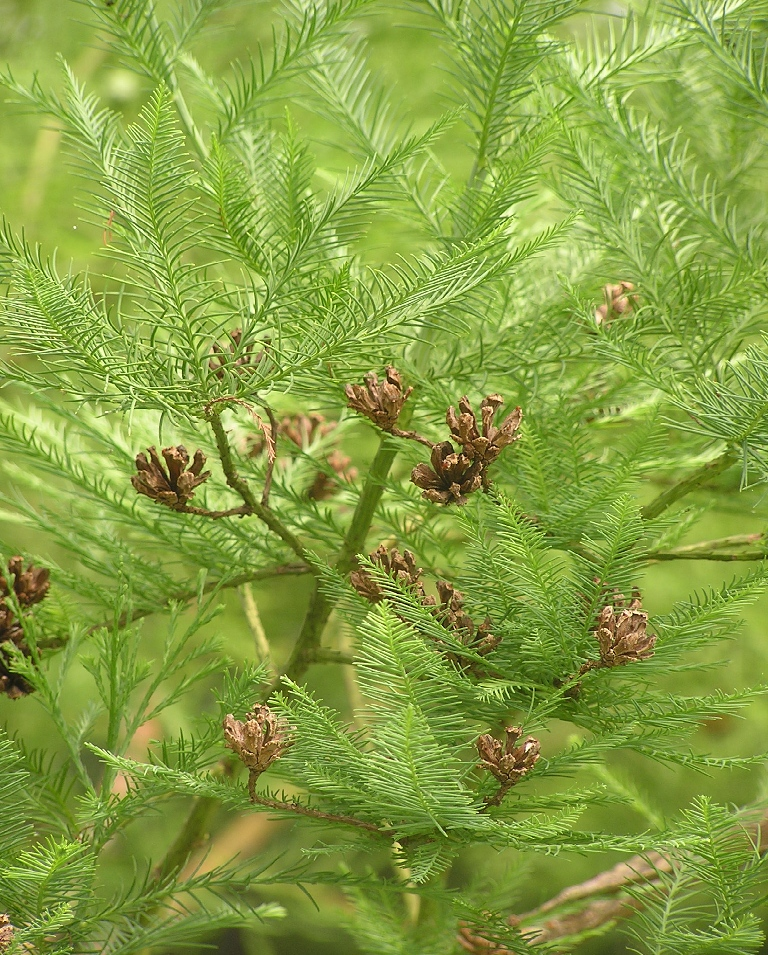
Zralé šišky